# 防風林

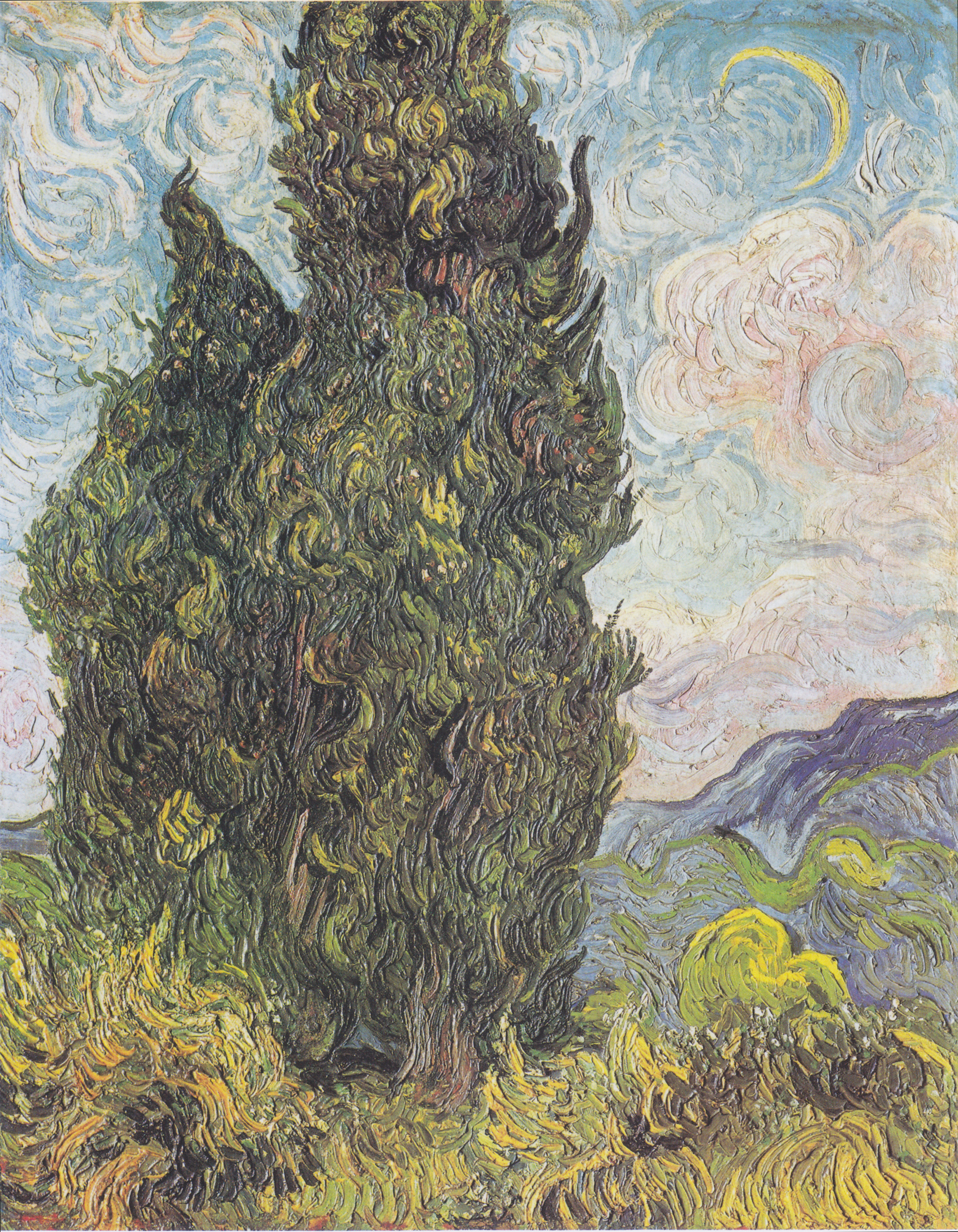
フィンセント・ファン・ゴッホ 『二本の糸杉』
南フランスはアルル近郊の町サン＝レミ＝ド＝プロヴァンスにて、ミストラルを防ぐために設けられた防風林のイトスギを数多く描いたゴッホによる1889年の作。

防風林（ぼうふうりん、英語：windbreak）は、風に備える防災林（災害防止林）の一種。家屋・農地・その他人間の活動領域を風（局地風、季節風、台風、爆弾低気圧、暴風雨、暴風雪など）による被害（cf. 風害）から守ることを主目的として設けられる森林のことである。長く大規模に伸長するものは防風林帯（ぼうふうりんたい、英語：shelterbelt）と呼ばれることもある。
農地の土壌を風食から守るなどする目的で設けられるものは農地防風林（耕地防風林）、海岸部で海風等を防ぐために造られるものは海岸防風林、列車や鉄道施設の防護のために鉄道路線に沿って造られるものは鉄道防風林と呼ばれる。道路や鉄道沿いで、雪による吹き溜まりなどを防ぐ目的のものを、特に防雪林と呼ぶことがある。
そのほか、日本語では、家屋を守ることを主目的として家の敷地内に設けられる森林を「屋敷林」と呼ぶが、防風林としての機能は必ず期待されるものである。

## 概要
多くの場合は植林・造成されるものであるが、日本は富山県西部に広がる砺波平野の散居村に伝統的な屋敷林「垣入（かいにょ）」のように、元からその地にあった原生林の一部を残して利用するという形で設けられたものもある。一定の地域を対象とした基幹防風林、一定の区画を対象とした農地防風林（耕地防風林）などがある。現代日本の場合、基幹防風林など公益性の高いものは保安林として地方自治体が管理していて、多くの場合は防護対象となる土地利用の形態から幅の狭い帯状となっている。また、公益的な防風林については、防風保安林に指定され、落葉の採取や伐採等が制限されている。
グレートプレーンズで発生する猛烈な砂嵐による深刻な土壌侵食と旱魃に悩まされていた1930年代のアメリカ合衆国は、フランクリン・ルーズベルト大統領の下で1934年、防風と土壌中の水分蒸発を防ぐことを主目的としてグレートプレーンズ防風林帯（英語: Great Plains Shelterbelt） の造成に着手し、1942年までに北はカナダ国境から南はテキサス州を流れるブラゾス川までの総延長距離約18,600マイル（約2万9933.80 km）、幅約100マイル（約160.93km）の地帯に、約2億2000万本もの樹木を植えた。
日本最大規模の防風林は、北海道東部の根釧台地に広がり、最長直線距離約27 km、総延長距離約648 km、幅約180 mにわたって格子状に造成された「根釧台地の格子状防風林」であり、北海道遺産に選定されている。

## 樹種
日本においては、家屋周辺には枝張りがよく高木になる樹種、海岸付近には塩害に強く薄い土壌でも生育できる樹種が多く用いられる傾向があり、寒冷地では、寒さに強く枝が柔らかく雪が積もりにくい樹種が多く用いられるが、高低・多種多様な樹種を組み合わせて雑木林のような形をとるものも多い。
- スギ ：家屋周辺など。
- クロマツ ：海岸線など。
- カシワ ：海岸線など。
- ニセアカシア ：海岸線など。
- カラマツ ：寒冷地など。
- フクギ ：沖縄、奄美などの亜熱帯地域。
- タブノキ ：東北地方南部まで広い範囲で植えられ、酒田大火では延焼防止効果も発揮。
- 木麻黄 ：海岸線など。
- ポプラ

## ギャラリー

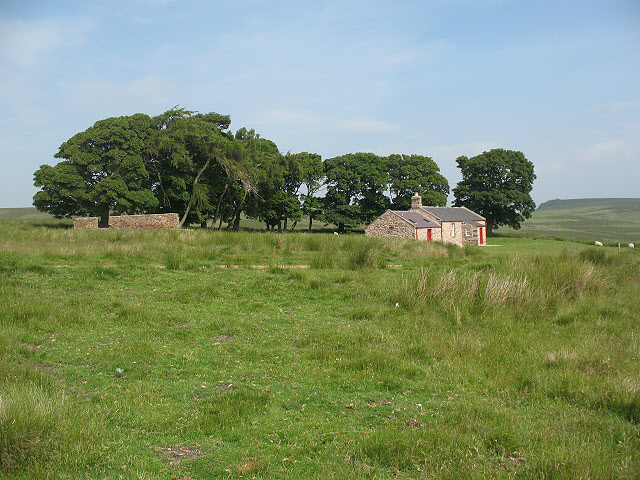
イングランド北東部ノーサンバーランドの町ウーラー（英語版）近郊。
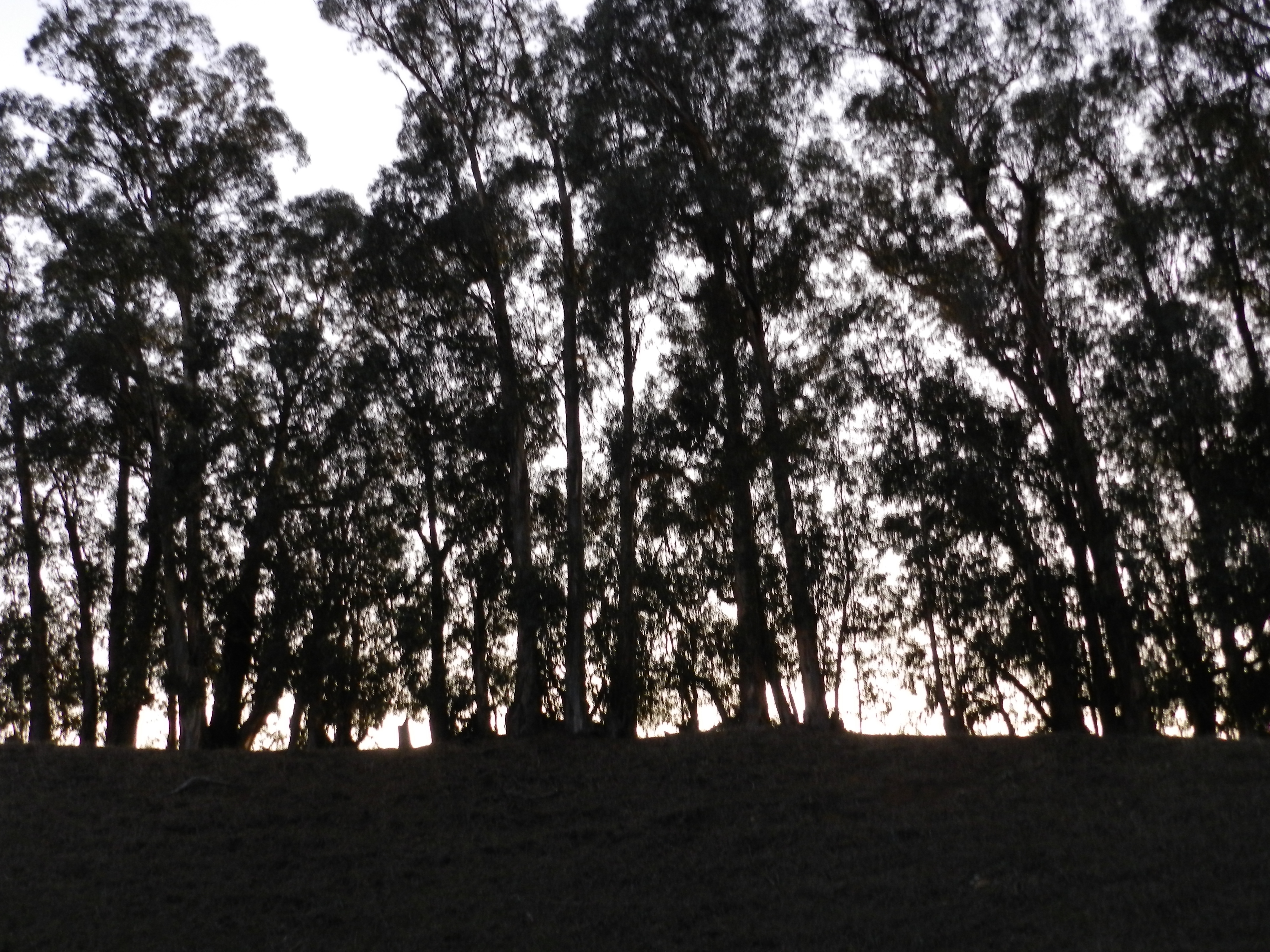
ユーカリの防風林 アメリカ合衆国カリフォルニア州サンレアンドロ。
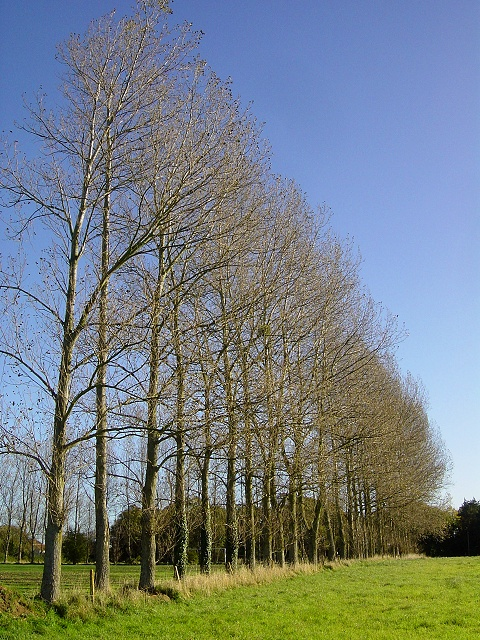
運動場のために設けられたポプラの防風林 アメリカ合衆国オレゴン州グレシャム。
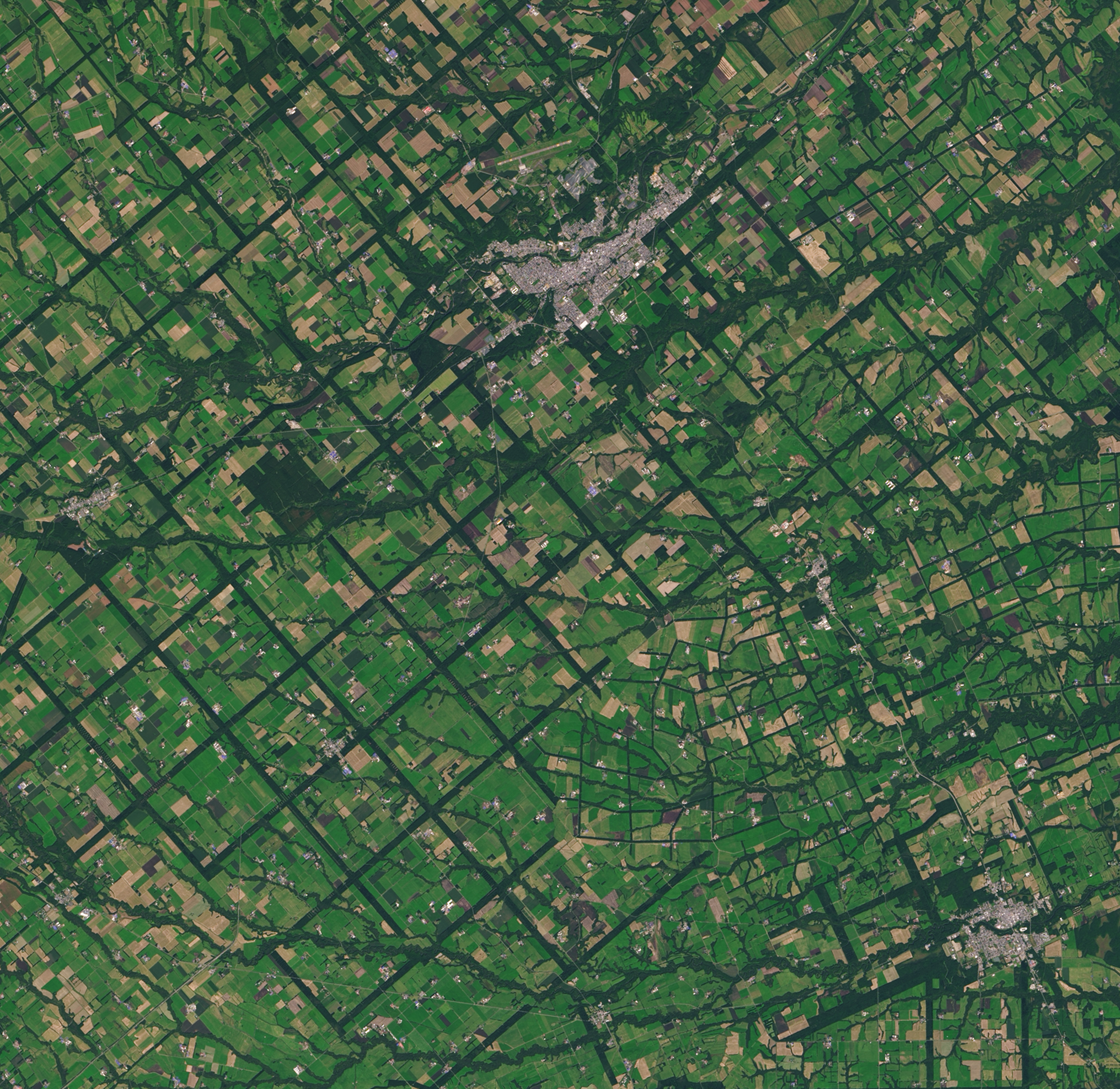
北海道根釧台地の格子状防風林 ランドサット8号から陸域イメージャ(OLI)で2019年9月撮影。